# فولتا البرتغال 2017
فولتا البرتغال 2017 (بالإنجليزية: 2017 Volta a Portugal) هو سباق دراجات هوائية، وهو الموسم رقم 79 من نفس السباق، وأقيم خلال الفترة 4 أغسطس 2017، وحتى 15 أغسطس 2017، وامتدّ لمسافة 1626.7 كيلومتر، وهو أحد سباقات طواف أوروبا للدراجات 2017.
فاز فيه بالمركز الأول راؤول ألاركون، وبالمركز الثاني أمارو أنتونز، وبالمركز الثالث فيسينت غارسيا دي ماتيوس، والفريق الفائز في ترتيب الفرق W52 - FC Porto.

## الفرق
| فريق قاري محترف- Israel Cycling Academy فرق قارية (17)- أرمي دي تير 2017 ‏ - بايك أيد 2017 ‏ - Rádio Popular–Paredes–Boavista ‏ - Anicolor / Tien 21 ‏ - موسم يوسكادي مورياس 2017 ‏ - GM Europa Ovini ‏ - DCBank Pro Cycling Team ‏ - JLT–Condor ‏ - Kuwait–Cartucho.es ‏ - Credibom–LA Alumínios–Marcos Car ‏ - Louletano Desportos Clube (cycling) ‏ - ميتك-تي كي إتش مانتيل 2017 ‏ - AP Hotels & Resorts–Tavira–SC Farense ‏ - تيم دونر أكون ‏ - Trevigiani Phonix–Hemus 1896 ‏ - فورارلبرغ 2017 ‏ - W52–FC Porto ‏ |  |
| |  |

## الفائزون
| الترتيب    | الفائز                  |
| ---------- | ----------------------- |
| الفائز     | راؤول ألاركون           |
| الثاني     | أمارو أنتونز            |
| الثالث     | فيسينت غارسيا دي ماتيوس |
| حسب النقاط | فيسينت غارسيا دي ماتيوس |
| تسلق الجبل | أمارو أنتونز            |
| أفضل شاب   | كريستس نيولاندز         |
| الفريق     | W52-FC Porto            |

## وصلات خارجية
- فولتا البرتغال 2017 على موقع إحصائيات الدراجات الإحترافية (الإنجليزية)